# Steindachnerina dobula

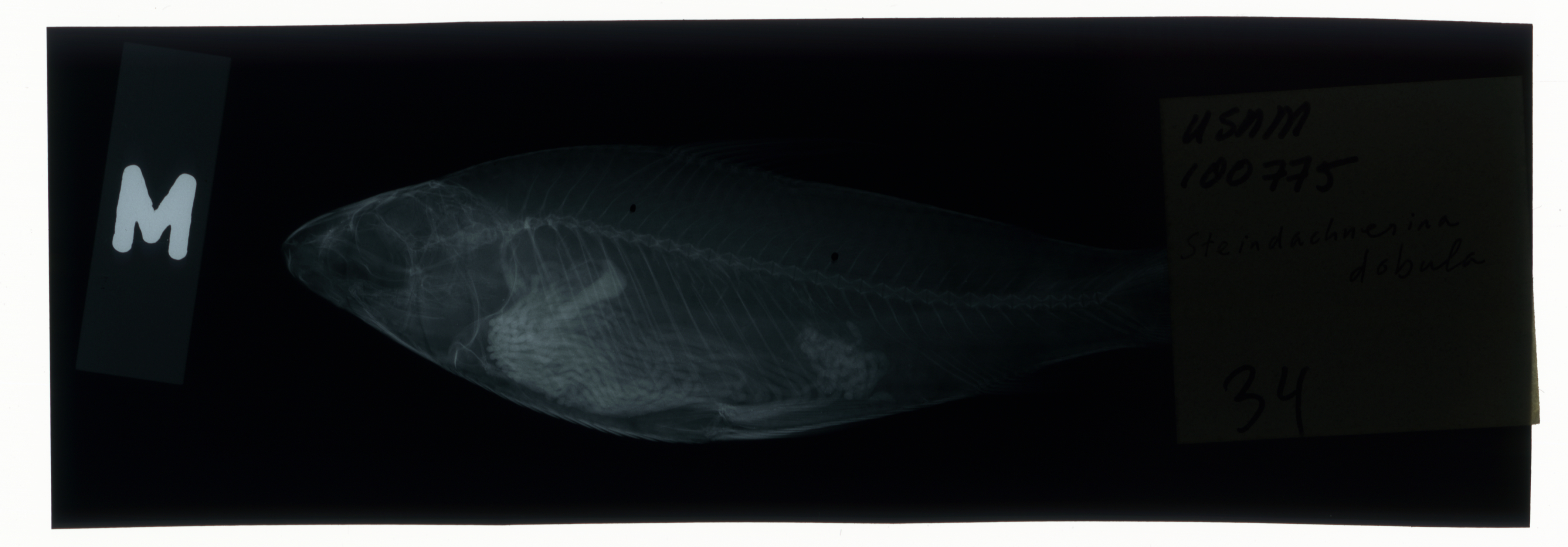
Imatge d'un especimen de Steindachnerina dobula mitjançant els raigs X.

Steindachnerina dobula és una espècie de peix d'aigua dolça de la família dels curimàtids i de l'ordre dels caraciformes. Els adults poden assolir 16,3 cm de llargària total i tene entre 33 i 35 de vèrtebres. Viu en zones de clima tropical entre 20 °C - 28 °C de temperatura a la conca del riu Amazones a Sud-amèrica.